# 托伦斯湖
托伦斯湖（英語：Lake Torrens）澳大利亚南澳大利亚州中东部一座盐湖，位于弗林德斯岭西麓，阿德莱德西北345公里。湖泊长约240公里，宽约65公里，面积5900平方公里。托伦斯湖仅在暴雨过后有水，湖水可泄入南方的斯潘塞湾，平时湖盆为泥泞的平地。英国探险家爱德华·约翰·艾尔在1839年寻找新牧场时发现该湖，并以南澳大利亚殖民委员会主席罗伯特·托伦斯的姓氏命名。1991年建立了托伦斯湖国家公园。